# Eisenberg Akiba
Eisenberg Béla Akiba (Nemessúr, 1908. szeptember 30. – Bécs, 1983. április 8.) főrabbi, a bécsi izraelita egyházmegye első vezetője a második világháború után.

## Élete
Eisenberg Akiba Vácon nőtt fel, a váci és pápai jesivákban tanult, rabbidiplomáját 21 évesen szerezte. Budapesten érettségizett és itt nyerte el második rabbidiplomáját Michael Guttmannál. A Budapesti Egyetemen filozófiát és keleti nyelveket tanult, 1937-ben avatták doktorrá. Tanulmányai befejeztével hittanítóként kezdett dolgozni a pesti zsidó hitközségnél, majd  1947-ben győri főrabbi lett. A nemzetiszocializmus vészkorszakát bújkálva élte túl. 1948-ban Budapesten feleségül vette Kalisch Évát, majd Bécsbe költöztek, ahol átvette a főrabbi tisztét, emellett ő lett az 1902-ben alapított ortodox-cionista mozgalom, a Misrachi vezetője. 1969-ben az osztrák államfő doktori címet adományozott neki "alkotó és tanító tevékenysége" elismeréséül. 1983-ban bekövetkezett halála után fia, Paul Chaim Eisenberg vette át hivatalát.

## Fordítás
- Ez a szócikk részben vagy egészben  az   Akiba Eisenberg című német Wikipédia-szócikk ezen változatának fordításán alapul.  Az eredeti cikk szerkesztőit annak laptörténete sorolja fel. Ez a jelzés csupán a megfogalmazás eredetét és a szerzői jogokat jelzi, nem szolgál a cikkben szereplő információk forrásmegjelöléseként.